# Міська агломерація

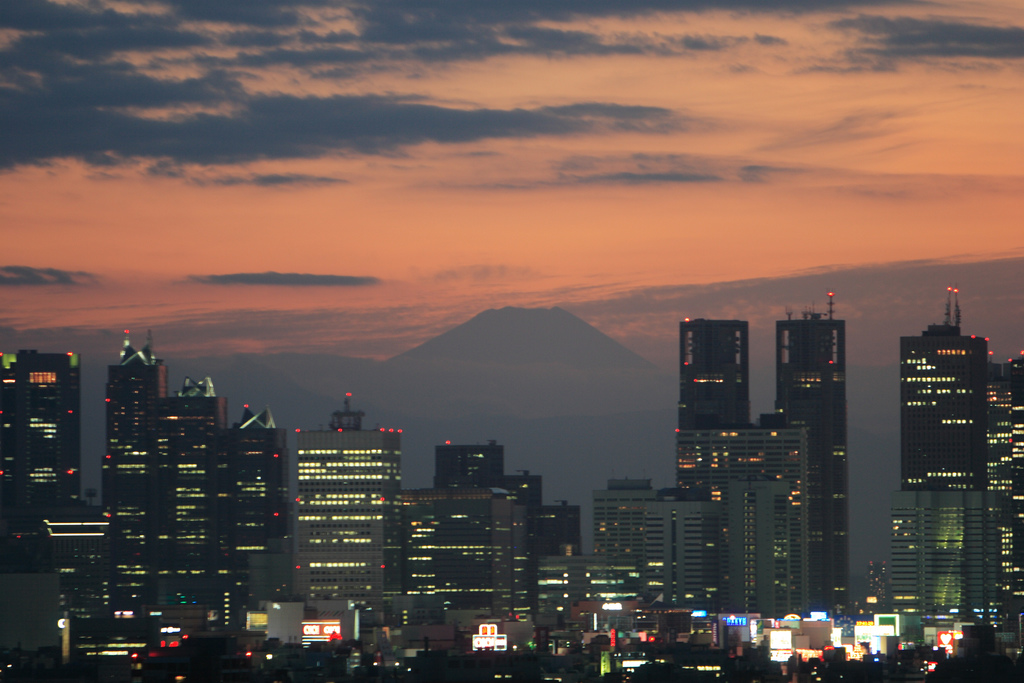
Токіо

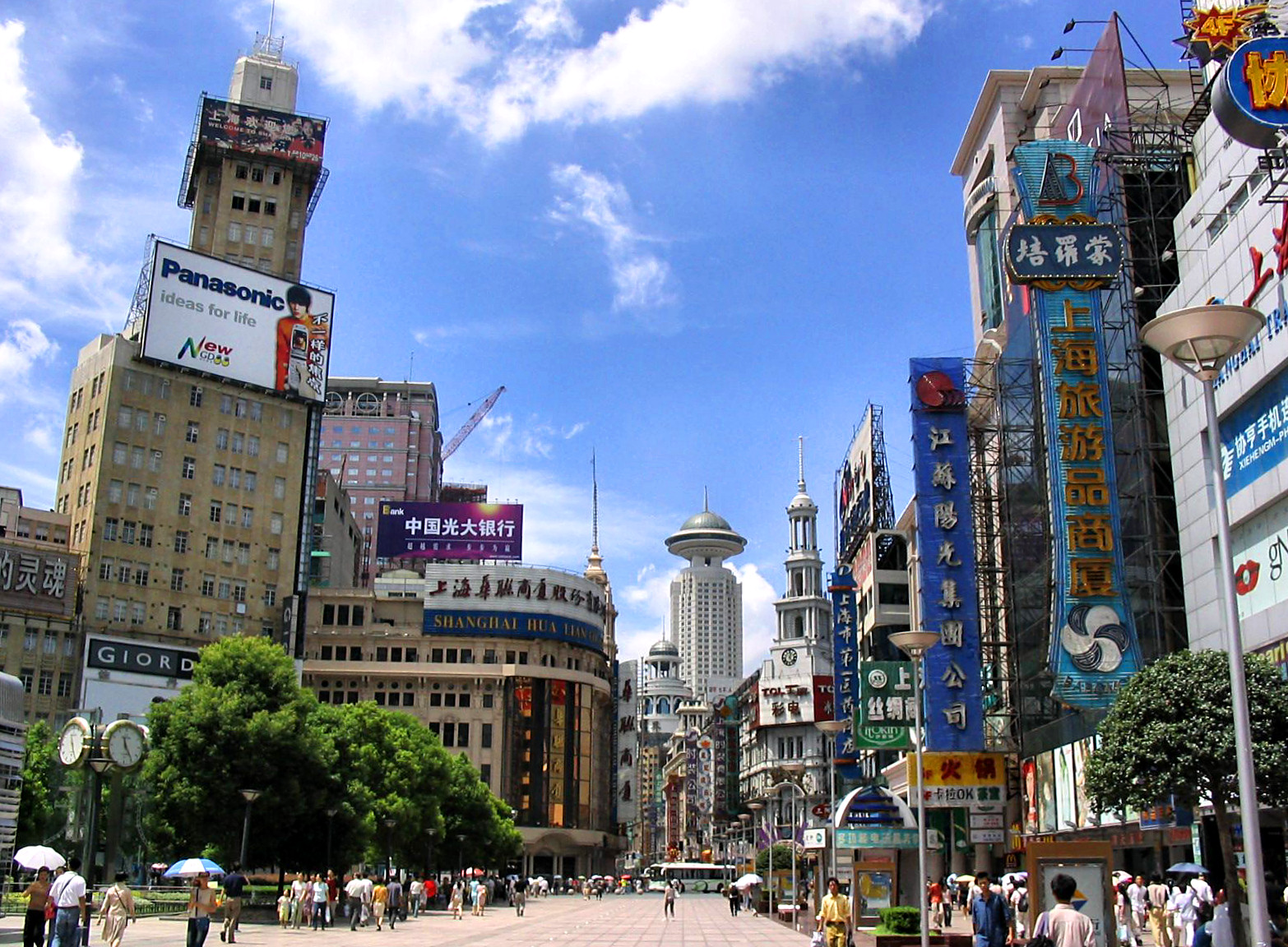
Шанхай

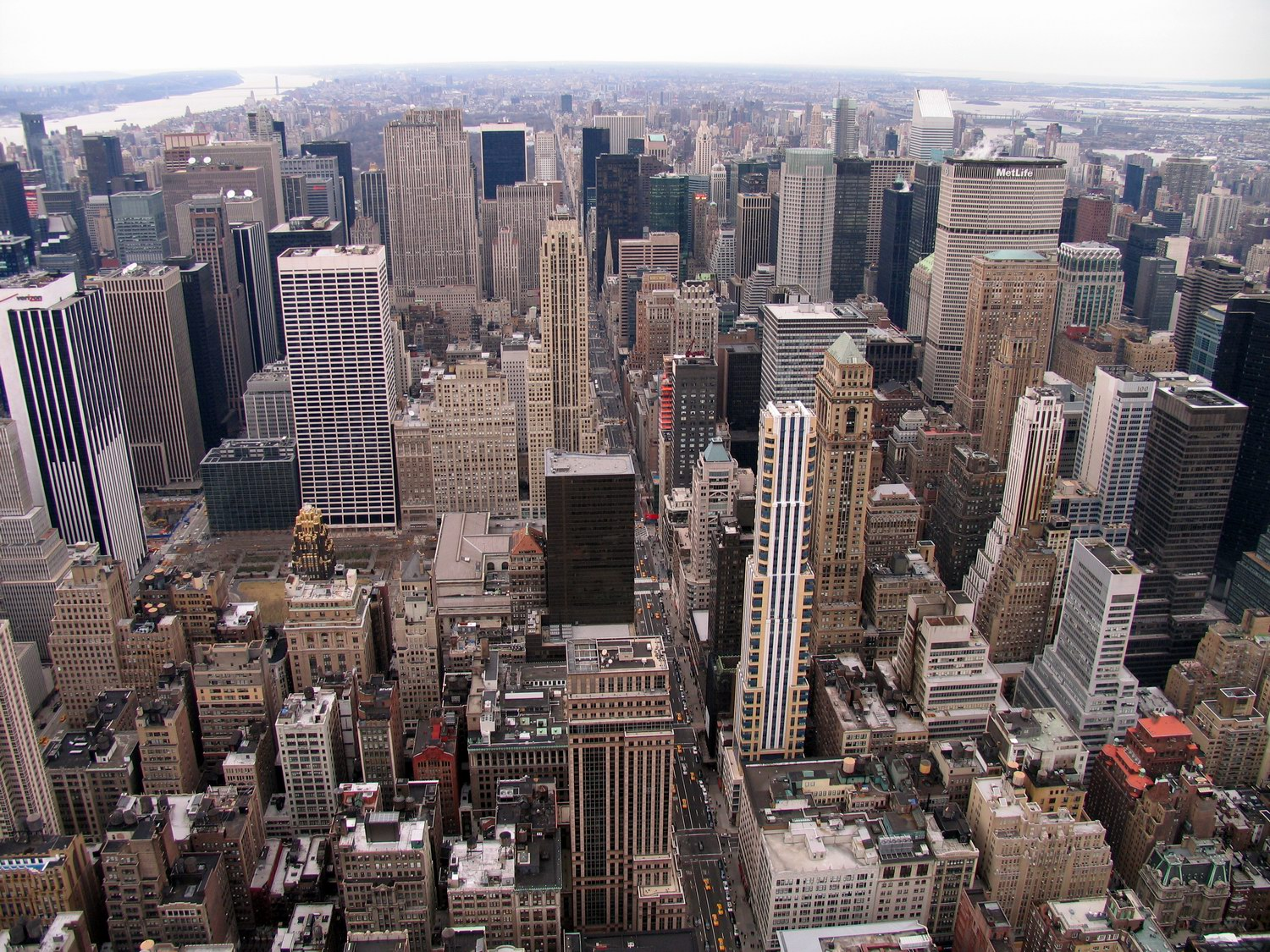
Нью-йорк

Міська́ агломера́ція (від лат. agglomeratio — приєднання) — форма розселення, територіальне скупчення населених пунктів (переважно міст), які об'єктивно об'єднані в єдине ціле (складну багатокомпонентну динамічну систему) інтенсивними, функціональними, у тому числі економічними, трудовими та соціальними, культурно-побутовими, рекреаційними та іншими зв'язками, а також екологічними інтересами.

## Опис
В основі агломерації лежить одне або декілька компактно розташованих (конурбація) міст. Агломерація створює значну зону урбанізації, поглинаючи суміжні населені пункти; вирізняється високим ступенем територіальної концентрації різноманітних виробництв, насамперед промисловості, інфраструктурних об'єктів, наукових навчальних закладів, а також значною чисельністю населення; справляє вирішальний перетворювальний вплив на довкілля, змінюючи економічну структуру території та соціальні аспекти життя населення; має високий рівень комплексності господарства і територіальну інтеграцію його елементів.
Агломерація в Україні не є адміністративною одиницею, але категорією містобудування і повсякденного життя мешканців великих міст. Але в західних країнах, наприклад в США, утворюються уряди агломерацій (лат. metro government — столичний уряд).
Моноцентричність міської агломерації з одним місто-ядром, яке підпорядковує своєму впливові усі інші поселення, розташовані в його приміській зоні, і набагато перевищує їх за своїм розміром і економічним потенціалом. В американській статистиці називаються «Метрополітенський статистичний ареал (МСА)» ((грец. metropolis) — головне місто, столиця).
Сукупність міст без домінуючого центра називається «конурбація» (від лат. con — з, разом і лат. urbus — місто). Це — поліцентричні міські агломерації, що мають кілька взаємопов'язаних міст-центрів (наприклад, агломерації Донбасу).
У міських агломераціях і конурбаціях можна досить чітко виділити найбільш густо населене основне або центральне урбанізоване ядро і периферію, що оточує його.
Міські агломерації значно відрізняються одна від одної за чисельністю населення, розміром території, кількістю населених пунктів.
Питання віднесення міст і сіл до певної агломерації залежить від пов'язаності їх мешканців з головним містом, або декількома поселеннями агломерації. Вільність вибору місця роботи в межах агломерації, розвинений і доступний транспорт (електропотяги, метро, автобуси, пороми), достатньо розвинена мережа автодоріг зумовлює свободу для мешканців агломерації жити і працювати в одному географічному і економічному організмі. В цілому в практиці планування міст агломерація визначається як передміська зона. У межах агломерації планується швидкий громадський транспорт для доставки працівників на робочі місця; зони відпочинку і дачні селища. В українському містоплануванні прийнято визначати такі зони для міст з населенням понад 50 тис. мешканців, які в свою чергу не є передмістям іншого більшого міста. Також існують селищні агломерації, де зрощені селища і села утворили єдиний територіальний і економічний комплекс.

## Критерії об'єднання в агломерацію
- масові трудові, навчальні, побутові, культурні і рекреаційні поїздки (маятникові міграції)
- 1,5-годинна доступність транспортними коридорами (залізницями, автодорогами і річками)
- наявність регулярних приміських електропоїздів, автобусів, теплоходів
- знаходження підлеглих поселень в межах своїх адміністративних регіонів окрім самих тіснопримикаючих
- спільність аеропорту, залізничного вузла-терміналу,
- щільне розселення по транспортних коридорах

Не враховуються:
- пряма відстань (без врахування інших чинників)
- близькі підлеглі поселення без прямого зв'язку по транспортних коридорах
- неблизькі самодостатні міста.

## Роль районного планування міст
Значну роль у формуванні нових поглядів на містобудування відіграла Всесоюзна нарада з містобудування в Москві у 1960 р., а також нарада в Києві, що відбулася згодом. У їх матеріалах було сформульовано основні засади планування та забудови міст на сучасному етапі розвитку суспільства. Було переглянуто багато вже сталих та загальноприйнятих положень і передумови розвитку міст. Остаточно сформувалася система проєктування міст — від розробки проєктів районного планування, генеральних планів міст до проєктів детального планування і окремих об'єктів архітектури. Основою розвитку міст, регулювання їх росту, складання регіональної схеми планування перспективної мережі населених пунктів УРСР була розробка проєктів районного планування, які пов'язували розвиток економіки з системами розселення. Що, звісно, продовжувало концепцію радянської урбанізації, яка склалася ще за Сталіна. Щоправда, при цьому, вона мала більш завершений характер й стосувалася фактично усієї території УРСР, а не окремих регіонів так чи інакше включених до ВПК. Тим самим було створено передумови для більш обґрунтованого вибору планувальної структури і напрямів росту міст, характеру розвитку міського транспорту, забезпечення електроенергетикою і водою, розбудові культурно-побутового обслуговування населення, а також ландшафтно-кліматичної оцінки території. Схеми районного планування відіграли значну роль в поліпшенні розселення населення в Донецьку і Криворіжжі, сприяли розвитку міст і селищ для груп шахт і підприємств.